# 皮質醇
皮質醇（英語：cortisol）又称氢化可的松（hydrocortisone），前者指人或动物腎上腺分泌的糖皮質激素，后者多作为药物使用时的名称（多为人工合成）。皮質醇屬於一種腎上腺皮質激素，具有促进肝糖原分解、糖异生，调节微循环和维持血压的作用，且有抗炎活性；由於在應付壓力中扮演重要角色，故又稱為「壓力荷爾蒙」，會提高血壓、血糖水平和產生免疫抑制作用。
在藥理學的使用上，氢化可的松除了可補充皮質醇不足外，也可治療過敏症和發炎。最初用作治療類風濕性關節炎時，皮質醇被稱作 Compound E（化合物E）。

## 生理反應
血液中皮質醇含量在日中會變化，早上的水平最高，下降至午夜時最低。剛出生嬰孩的皮質醇日中含量變化並非跟隨上述規律；相關規律成形於兩周至九個月大。有關晝夜節律的訊息，相信由視網膜傳送至下丘腦的視交叉上核）。
研究發現，特定的皮質醇水平變化與失常的促腎上腺皮質素水平、憂鬱症、壓力有關，也與血糖過低、疾病、發熱、創傷、恐懼、痛楚和極端溫度等會引起因壓力而來之生理反應的事件有關。

### 作用
正常含量的皮質醇（如其他糖皮质激素）有助身體在壓力下回復體內平衡。長期壓力會導致長時間分泌皮質醇。
胰島素
皮質醇提高糖原分解和脂類、蛋白質的分解，促進製造肝外胺基酸和酮類，變相中和胰島素作用。這會間接增加血液中的葡萄糖含量，肝臟也會增加分解糖原。長期分泌皮質醇會導致多糖症。
氨基酸
皮質醇通過抑制膠原質形成、減低肌肉吸收胺基酸和抑制蛋白質合成，提升血清中的氨基酸含量。
消化液分泌
皮質醇會刺激胃酸分泌，從而增加腹瀉時鉀和酸的流失。
鈉代谢
皮質醇有助哺乳類動物抑制鈉從腸流失。但鈉的流失不影響皮質醇分泌。
鉀代谢
皮質醇會導致鉀從細胞流失，主要通過補回同等數目的鈉來實現。這較不會影響身體pH值，因為正常來說每3個鉀離子流失只會有2個鈉離子補回。
水代谢
皮質醇是利尿劑荷爾蒙，腸部一半的利尿作用由它控制。
銅代谢
皮質醇可增加免疫作用中銅的含量，從而刺激含銅的酵素，包括超氧化物歧化酶（superoxide dismutase），該種酶用作抵抗細菌。
免疫系統
皮質醇可削弱免疫系統的活動，妨礙T細胞的繁殖。
骨骼代謝
皮質醇降低骨骼的形成，長遠可導致骨質疏鬆症。
記憶
皮質醇與腎上腺素對產生短期情緒記憶有重要作用，有關機制被認為可能幫助記憶日後要逃避的事物。不過，長時期過多皮質醇會損害海馬體，影響學習能力。
其他作用
- 提高血壓；缺乏皮質醇會導致大範圍的血管舒張。
- 抑制促皮質素釋放激素（英语：corticotropin-releasing hormone）（簡稱CRH），導致ACTH分泌的負反饋。

## 失調
- 皮質醇過高：會導致庫興氏症候群。
- 皮質醇過低：會導致愛迪生氏病。

皮質醇與ACTH的關係如下：
|                                      | 血液皮質醇含量 | 血液ACTH含量 |
| ------------------------------------ | -------------- | ------------ |
| 主皮質醇過高（庫興氏症候群）         | ↑              | ↓            |
| 副皮質醇過高（腦垂體，庫興氏症候群） | ↑              | ↑            |
| 主皮質醇過低（愛迪生氏病）           | ↓              | ↑            |
| 副皮質醇過低（腦垂體）               | ↓              | ↓            |

## 藥理學
氫羥腎上腺皮質素是皮質醇的化學物形式，可用作口服或靜脈注射，有免疫抑制作用，以注射方式治療過敏反應和血管性水腫等過敏症，也會用作治療發炎。
補充劑可體纖的製造商聲稱通過抑遏皮質醇可降低體重，製造商在2007年因虛假廣告被美國聯邦貿易委員會罰款1200萬美元，該製造商不再聲稱可體纖可抑制皮質醇。

## 合成
皮質醇合成于腎上腺皮質。